# Eriocaulon maculatum
Eriocaulon maculatum là một loài thực vật có hoa trong họ Cỏ dùi trống. Loài này được Schinz mô tả khoa học đầu tiên năm 1906.